# Giornata mondiale del cinema italiano

Logo della Giornata Mondiale del Cinema Italiano - Realizzato da Marco Gallotta

La giornata mondiale del cinema italiano è una ricorrenza nazionale che si celebra il 20 gennaio di ogni anno, volta a rafforzare e a valorizzare la cinematografia italiana all'estero.
La data, più precisamente, ricorda la data di nascita del regista italiano Federico Fellini. L'iniziativa nasce dalla risoluzione n. 7-000225 approvata all’unanimità l'11 dicembre 2019 dalle Commissioni riunite III (Affari Esteri e comunitari) e VII (Cultura Scienza e istruzione) che impegna gli istituti di cultura e le ambasciate italiane a dare visibilità in contemporanea mondiale alle opere dei nuovi autori e a celebrare i grandi maestri del cinema italiano. La Giornata rientra nel programma della manifestazione "Fare Cinema" promossa dal Ministero degli Affari Esteri e della Cooperazione Internazionale che si tiene nel mese di giugno.
La prima edizione della Giornata Mondiale è stata celebrata nel 2020. 